# Epitafios (álbum)
Epitafios es el tercer LP de la banda argentina de Post Hardcore, Melian (banda). 
El CD cuenta con 11 temas, fue grabado y masterizado en Infire Studios. Producido por Javier Casas y Melian (banda). Rock & Reggae S.A fue quien hizo la distribución de este. Fue lanzado oficialmente el 25 de octubre en el Teatro Vorterix. Sus cortes de difusión fueron Memento Vivere, Perdonar no es olvidar y Valar Morghulis . Este último con videoclip incluido. 
Las críticas fueron muy buenas en cuanto al CD, sin embargo, la gente no estaba del todo satisfecha con la mezcla final. Al parecer, las voces se encontraban bajas en volumen. Meses después, se decidió volver a mezclar el CD, para lanzar en descarga digital: Epitafios (Mezcla B). Esta mezcla tenía las voces un poco más aumentadas en volumen. La versión contenía el booklet virtual del CD y además, ligeros cambios de las canciones a comparación de su versión original. Estos cambios se oyen en las introducciones de Las pequeñas cosas y Donde todo muere.

## Canciones
| N.º | Título                         | Duración |  |
| 1.  | «Memento vivere»               | 03:19    |  |
| 2.  | «Praga»                        | 03:13    |  |
| 3.  | «Valar Morghulis»              | 03:28    |  |
| 4.  | «Las pequeñas cosas»           | 04:13    |  |
| 5.  | «Mea culpa»                    | 03:17    |  |
| 6.  | «Mamba negra»                  | 03:42    |  |
| 7.  | «Familia»                      | 03:56    |  |
| 8.  | «Siete años después de partir» | 03:22    |  |
| 9.  | «Donde todo muere»             | 03:42    |  |
| 10. | «Perdonar no es olvidar»       | 03:27    |  |
| 11. | «El síndrome Estocolmo»        | 04:36    |  |

| Epitafios (Mezcla B) |                                |          |  |
| N.º                  | Título                         | Duración |  |
| 1.                   | «Memento vivere»               | 03:26    |  |
| 2.                   | «Praga»                        | 03:17    |  |
| 3.                   | «Valar Morghulis»              | 03:31    |  |
| 4.                   | «Las pequeñas cosas»           | 04:21    |  |
| 5.                   | «Mea culpa»                    | 03:27    |  |
| 6.                   | «Mamba negra»                  | 03:51    |  |
| 7.                   | «Familia»                      | 04:14    |  |
| 8.                   | «Siete años después de partir» | 03:33    |  |
| 9.                   | «Donde todo muere»             | 03:51    |  |
| 10.                  | «Perdonar no es olvidar»       | 03:30    |  |
| 11.                  | «El síndrome Estocolmo»        | 04:26    |  |

## Familia 2.0
A fines del 2015, se grabó una nueva versión de Familia. Esta es una versión lenta y se podría decir electrónica.

## Integrantes
- Alejandro Picardi - voz principal (2008-presente)
- Hernan Rodríguez - Coros y guitarra eléctrica (2008-presente)
- Ignacio de Tomasso - bajo (2013- presente)
- Andrés Druetta - batería (2011-presente)
- Martín Beas Nuñez - Coros y guitarra eléctrica (2008-2015)

- Datos: Q20015861